# Паркер, Майкл
Джон Майкл Э́висон Па́ркер, CVO (John Michael Avison Parker; 23 июня 1920, Мельбурн — 29 декабря 2001, там же) — лейтенант-коммандер Королевского австралийского Военно-Морского Флота, личный секретарь герцога Эдинбургского в 1947—1957 годах.

## Биография
Джон Майкл Эвисон Паркер родился 23 июня 1920 года в Мельбурне в семье капитана С. А. Паркера. Образование получил в Колледже Хавьер в Мельбурне.
Паркер служил в Королевском австралийском флоте, а затем в Королевском военно-морском флоте, между 1938 и 1947 годами, достигнув звания лейтенант-коммандера.
Впервые встретил Принца Филиппа в 1942 году, когда тот был назначен на эсминец «Уоллес» в качестве суб-лейтенанта. В 1947 году Паркер присоединился к семье герцога Эдинбургского в качестве личного секретаря, изначально на полставки. Он также стал конюшим герцога и герцогини Эдинбургской.
В 1952 году Паркер был в Кении с королевской парой и сообщил им новость про смерть короля Георга VI. Паркер стал личным секретарем герцога. Они были близкими друзьями и членами клуба джентльменов, известных как «Четверг-клуб». Паркер стал членом Королевского Викторианского ордена в 1953 году и был пожалован в командоры Королевского Викторианского ордена в 1957 году. Он сопровождал герцога в его пятимесячном мировом турне 1956 года на борту HMY Britannia.
Развод Паркера в 1958 году, который широко освещался в СМИ, заставил его уйти в отставку с поста личного секретаря. Его пост принял Джеймс Орр.
Паркер оставался в контакте с герцогом до конца своей жизни. Он работал в авиастроительной корпорации Локхид и в рекламном агентстве Leo Burnett Worldwide. Вернулся в Австралию в конце 1960-х годов и был председателем австралийских дноуглубительных работ и генеральных служб, а также директором Spoerry.
В 1996 году Майкл Паркер был пожалован в члены ордена Австралии.
Паркер умер 29 декабря 2001 года в Мельбурне.

## Личная жизнь
Паркер женился на Эйлин Аллан в 1943 году. Вскоре у них родились сын и дочь. Брак был расторгнут в 1958 году. В 1982 году Эйлин написала книгу под названием «Step Aside for Royalty», в которой она утверждала, что её муж и герцог Эдинбургский использовали псевдонимы Мургатройд и Уинтерботтом для «галливации из дворца».
Паркер отрицал эти заявления.
В 1962 году Паркер женился на Кэрол Паркер Томпсон, с которой у них родилась еще одна дочь и сын, брак был расторгнут.
В 1976 году Паркер женился на Джин Рэмси, которая умерла в 2001 году.

## В поп-культуре
В сериале «Корона» (Netflix) Паркера сыграл Дэниел Ингс.